# 奚鴻雁
奚 鴻雁（けい こうがん、中国語: 奚鸿雁、英語: Hongyan Xi、1964年3月17日 - ）は、中華人民共和国出身の女性元フィギュアスケート選手(アイスダンス)、コーチ。元パートナーは趙小雷。
1984年サラエボオリンピック中国代表。

## 経歴
奚鴻雁は中国のアイスダンスで初めてオリンピックに出場した選手である。1984年、趙小雷とのカップルでサラエボオリンピックに出場し19位。
現在はコーチとして、ハルビンでアイスダンス選手を育てている。主な生徒は黄欣彤/鄭汛組、于小洋/王晨組など。